# Nazarabad
Nazarabad (per.: نظرآباد) – miasto w Iranie, w ostanie Alborz. W 2006 roku miasto liczyło 97 684 mieszkańców w 24 583 rodzinach.